# Йоганн Готлоб Леман
Йоганн Готлоб Леман (4 серпня 1719, Лангенхеннерсдорф поблизу Пірна — 22 січня 1767, Санкт-Петербург) — німецький лікар, мінералог та геолог.

## Життєпис
Йоганн Готлоб Леманн був сином орендодавця садиби Мартіна Готтлоба Лемана († 1729 р.) та його дружини Йоганни Теодори (1696—1767 рр.). Сім'я була послідовниками лютеранської віри і переїхала до Дрездена в 1723 році. Перші уроки він отримав від батька як приватного репетитора. Йоганн Готтлоб відвідував Земельну школу Пфорта (Landesschule Pforta), де отримав вакансію протягом одного семестру в 1735 році. Він розпочав навчання в 1738 р. в Університеті Лейпцига в галузі медицини, а в 1739 р. Переїхав до Університету Віттенберга, де жив у будинку свого вчителя та наставника «батька Авраама» (Abraham Vater). Особливо присвятив себе галузям хімії, ботаніки, анатомії та фізіології. У 1741 році він здобув ступінь доктора наук після закінчення університету як доктор медицини. Потім він повернувся до Дрездена й тут займався лікарською практикою. Натхненний саксонською гірничодобувною промисловістю та кількома поїздками до Богемії, він, крім медичної роботи, проводив геологічні дослідження. Його в основному хвилювали геологічні та мінералогічні теми. У Дрездені він був одним з ініціаторів вченої громади міста. Перша публікація датується 1749 роком із «Збірником деяких мінералогічних цікавинок Плейшера Грунда поблизу Дрездена».
Після деяких професійних розчарувань Йоганн Готлоб Леманн переїхав до Берліна в 1750 році, де від імені прусського короля Фрідріха II відвідав шахти в горах Гарц. У цей час було створено численні нариси та твори, які він зробив доступними для громадськості у «Physikalischen Belustigungen». Від імені уряду він регулярно їздив до гірничих компаній і намагався перекласти накопичений досвід на науково-теоретичну основу. Він читав лекції в навчальних закладах і в 1754 р. був прийнятий до Королівська академія наук. У 1755 році він став директором Гірничого управління в Хассероде. Для того, щоб розширити свій кругозір у галузі гірничої справи, він вивчав гірничодобувну промисловість у Сілезії в 1756 р. І став членом Академії корисних наук в Ерфурті.
Леманн був одним із перших геологів, який спостерігав і документував сили та наслідки зберігання гірських шарів (трохи пізніше Георг Крістіян Фюксель у Тюрінгії також це зробив). Своєю працею «Спроба історії Флоц-Гебюргена щодо їх походження, розташування, металів, мінералів та копалин, що містяться в ній» (1756) він вважається засновником Стратиграфії.
Однак, оскільки він отримав недостатню оплату за свої наукові роботи, Йоганн Готлоб Леманн прийняв запрошення російської цариці Катерини I в 1760 році. Він зайняв посаду професора хімії та директора Імператорського кабінету природознавства в Санкт-Петербурзі. Тут він став повноправним членом Імператорської Академії наук, а в 1766 р. — членом адміністративної комісії Академії. Наприклад, він їздив на Урал від імені Катерини II. Того ж року Леман відкрив на Уралі помаранчево-червоний мінерал хромату свинцю (PbCrO4), який він назвав червоною свинцевою рудою. За свої досягнення йому було присвоєно звання судового радника.
Йоганн Готлоб Леман був одружений з Марією Розіною фон Грюнрот. Результатом шлюбу стало троє дітей, дві дочки та один син. Його син Йоганн Крістіан (1756—1804) був чиновником російського МЗС. Йоганн Готлоб Леман помер 11 січня 1767 р. у Петербурзі від отруєння арсеном.

## Основні праці

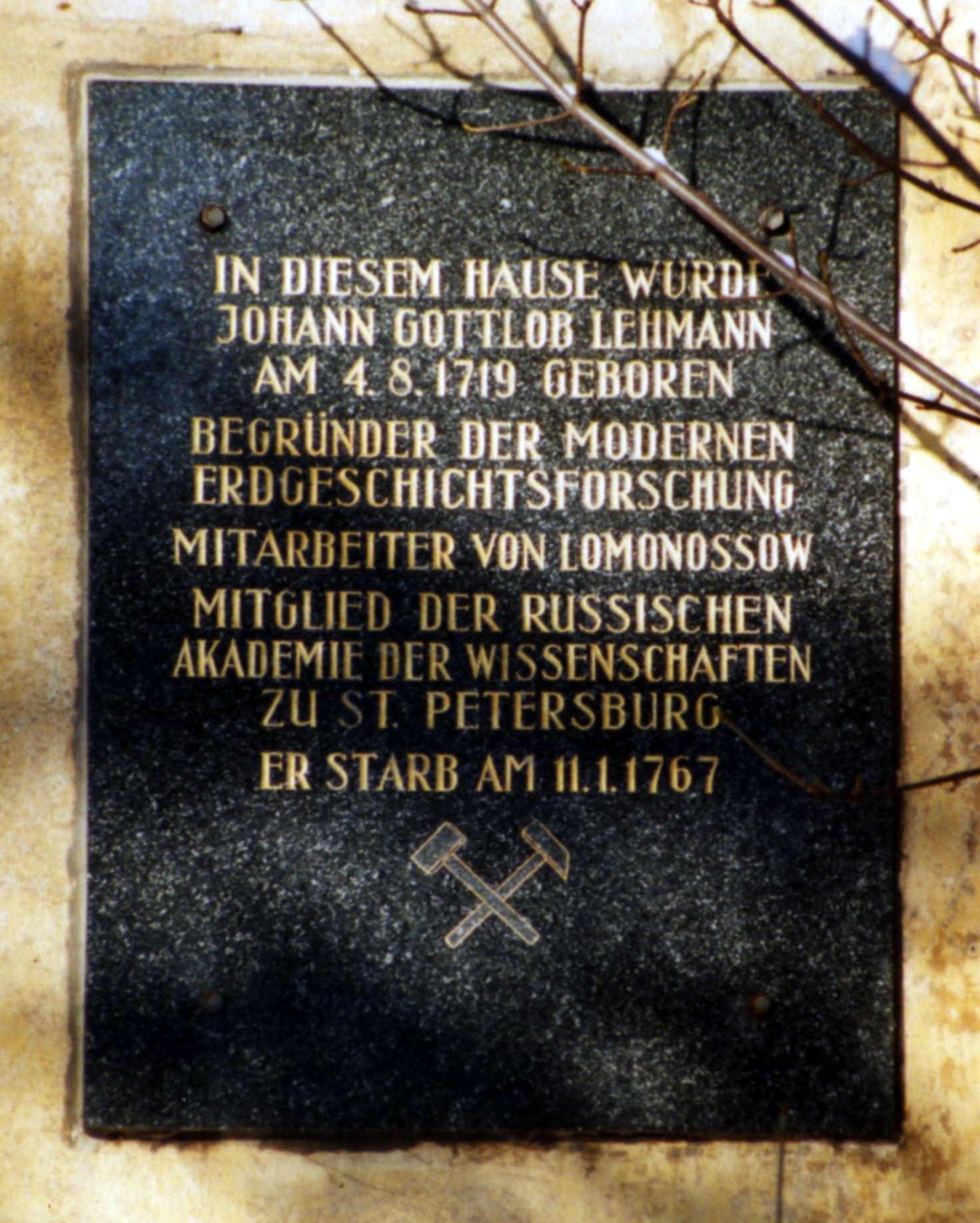
Меморіальна дошка на будинку, в якому народився Й. Г. Леман

- «Abhandlung von Phosphoris» (Берлин, 1750); русский перевод П. Бабашина — «Рассуждение о фосфорах, их разном приуготовлении; пользе и других встречающихся при том примечаниях» (СПб. 1780)
- Versuch einer Geschichte von Flötz-Gebürgen betreffend deren Entstehung, Lage, darinne befindliche Metallen, Mineralien und Foßilien größtentheils aus eigenen Wahrnehmungen und aus denen Grundsätzen der Natur-Lehre hergeleitet, und mit nöthigen Kupfern versehen (Берлин, 1756)(нім.)
- «Gedancken von denen Ursachen derer Erdbeben und deren Fortpflanzung unter der Erden» (Берлин, 1757)
- «Kurzer Entwurf einer Mineralogie…» (Берлин, 1758; русский перевод А. Нартова, СПб. 1772)
- «Cadmiologia oder Geschichte des Farben-Kobolds nach seinen Nahmen, Arten, Lagerstaedten darbey brechenden Metallen, Mineralien, Erzten und Steinen» (1760; русский перевод И. И. Хемницера: «Кобальтословие или описание красильного кобальта по званию, породам и месторождению оного», СПб., 1778)
- «Physisch-Chemische Schriften» (Берлин, 1761)
- «Probirkunst» (Берлин, 1761; русский перевод А. Гладкого, «Пробирное искусство», СПб. 1772)
- «Specimen Oryctographiae etc.» (СПб. 1762)
- «De nova minerae Plumbo specie cristallina rubra» (СПб., 1766)

## Інтернет-ресурси
- Literatur von und über Johann Gottlob Lehmann im Katalog der Deutschen Nationalbibliothek [Архівовано 9 березня 2016 у Wayback Machine.]